# Wiktor Past
Wiktor Past (ur. 7 grudnia 1858 w Brzeżanach, zm. 24 listopada 1924 w Krakowie) – tytularny generał dywizji Wojska Polskiego.

## Życiorys
Był synem urzędnika państwowego. Jego matka nosiła panieńskie nazwisko Potakowska. Ukończył 6 klasowe gimnazjum w Brzeżanach i Korpus Kadetów we Lwowie oraz kurs sztabowy w Wiedniu (1895). W kwietniu 1905 objął dowództwo Pułku Ułanów Obrony Krajowej Nr 3 w Rzeszowie. Od kwietnia 1911 dowodził 3 Brygadą Kawalerii Obrony Krajowej we Lwowie. Z dniem 1 maja 1912 przeniesiony został w stan spoczynku. Zamieszkał we Lwowie. Po wybuchu I wojny światowej i rozpoczęciu ofensywy rosyjskiej, ewakuował się do Wiednia. W październiku 1915 roku przybył do Krakowa. 1 sierpnia 1917 roku został reaktywowany i mianowany komendantem Szkoły dla Inwalidów Wojennych w Krakowie.
18 marca 1919 roku przyjęty został do Wojska Polskiego z zatwierdzeniem posiadanego stopnia generała podporucznika ze starszeństwem z 1 listopada 1910 i zaliczony do 1 Rezerwy Armii oraz powołany do służby czynnej na czas wojny aż do demobilizacji i wyznaczony – z dniem 6 stycznia 1919 – na stanowisko komendanta Szkoły Inwalidów Wojskowych w Krakowie. 
21 czerwca 1919 roku został szefem Generalnej Ekspozytury Sekcji Opieki Ministerstwa Spraw Wojskowych przy Dowództwie Okręgu Generalnego w Krakowie. Z dniem 1 kwietnia 1921 przeniesiony został w stan spoczynku, w stopniu generała podporucznika. 26 października 1923 zatwierdzony został w stopniu tytularnego generała dywizji. Zmarł 24 listopada 1924 roku w Krakowie. Pochowany został na cmentarzu Rakowickim (kwatera HB, rząd płn.). 

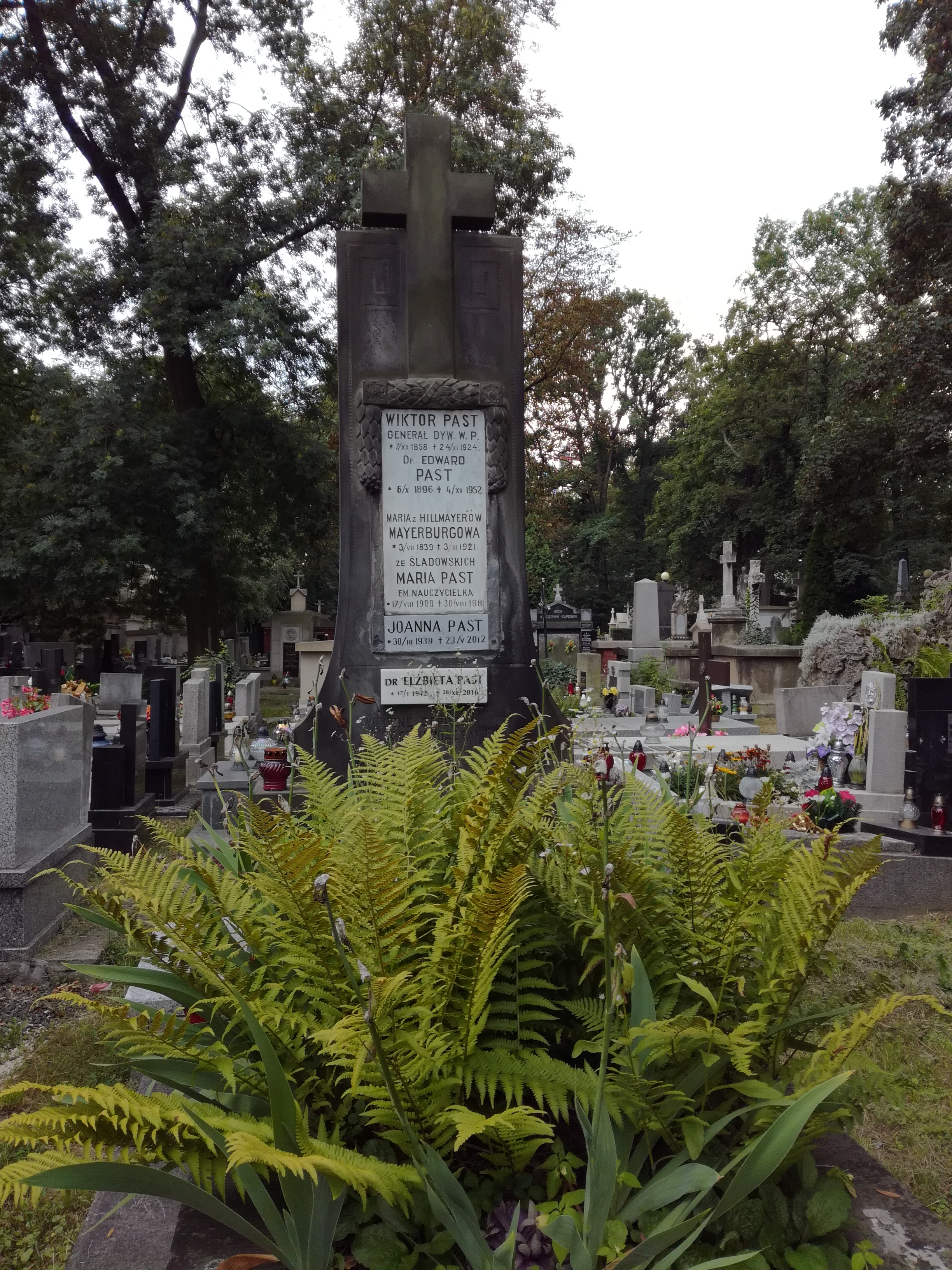
Grób gen. Wiktora Pasta na cmentarzu Rakowickim

Wiktor Past był żonaty z kobietą o nazwisku Mayerburg, z którą miał troje dzieci: Adelę (1891), Wiktorię (1894) i Edwarda (1896).

## Awanse
W Cesarskiej i Królewskiej Armii:
- podporucznik (Leutnant) – 1878
- porucznik (Oberleutnant) – 1883
- rotmistrz (Rittmeister II kl.) – 1889
- rotmistrz (Rittmeister I kl.) – 1890
- major (Major) – 1897
- podpułkownik (Oberstleutnant) – 1 maja 1901
- pułkownik (Oberst) – 1 listopada 1905
- generał brygady (Generalmajor) – 1 listopada 1910

W Wojsku Polskim:
- generał podporucznik
- tytularny generał dywizji – zatwierdzony 26 października 1923

## Ordery i odznaczenia
- Order Korony Żelaznej 3 klasy[3]
- Krzyż Zasługi Wojskowej 3 klasy[3]
- Signum Laudis Brązowy Medal Zasługi Wojskowej na czerwonej wstążce[3]
- Krzyż za 25-letnią służbę wojskową dla oficerów[3]
- Brązowy Medal Jubileuszowy Pamiątkowy dla Sił Zbrojnych i Żandarmerii[3]
- Krzyż Jubileuszowy Wojskowy[3]